# Villecey-sur-Mad
Villecey-sur-Mad är en kommun i departementet Meurthe-et-Moselle i regionen Grand Est (tidigare regionen Lorraine) i nordöstra Frankrike. Kommunen ligger i kantonen Chambley-Bussières som tillhör arrondissementet Briey. År 2022 hade Villecey-sur-Mad 343 invånare.

## Befolkningsutveckling
Antalet invånare i kommunen Villecey-sur-Mad
| Referens: INSEE |